# Kyle Dake
Kyle Dake (n. 25 februarie 1991, Ithaca, New York, SUA) este un luptător ce a reprezentat Statele Unite ale Americii, medaliat olimpic. A participat la o ediție a Jocurilor Olimpice (2020) în care a câștigat o medalie de bronz.